# Concours Intervision de la chanson 2015
- Pays confirmés
- Pays ayant sélectionné leur artiste et/ou leur chanson
- Pays ayant participé dans le passé, mais pas en 2015

Sotchi 2008
Le Concours Intervision de la chanson 2015 est la 6e édition annuelle du Concours Intervision de la chanson.

## Lieu
Le chanteur et producteur russe Igor Matvienko, a annoncé que la relance du Concours Intervision de la chanson aura lieu en octobre 2014 dans la ville côtière de Sotchi, qui a accueilli les Jeux olympiques d'hiver de 2014. Le concours a été reporté au printemps 2015, avant d'être reporté indéfiniment.

## Les participants confirmés
Avant le report du concours, les pays suivants ont confirmé leur participation
| Pays          | Langue | Artiste          | Chanson | Traduction française |
| ------------- | ------ | ---------------- | ------- | -------------------- |
| Chine         |        |                  |         |                      |
| Kazakhstan    |        |                  |         |                      |
| Kirghizistan  |        |                  |         |                      |
| Ouzbékistan   |        |                  |         |                      |
| Russie (hôte) | Russe  | Aleksandr Ivanov |         |                      |
| Tadjikistan   |        |                  |         |                      |
| Turkménistan  |        |                  |         |                      |